# Fogérzékenység
Az összes fogfájástípus közül a fogak érzékenysége a leggyakoribb forma. Világszerte hozzávetőlegesen minden harmadik felnőtt szenved fogérzékenységben, amely akár már tizenéves korban is elkezdődhet. A nőknél gyakrabban fordul elő, mint férfiaknál, és a leggyakrabban dentintúlérzékenység okozza.

## A fogérzékenység
Az egészséges fogíny feletti részét normál esetben a fog keményszövete, a fogzománc fedi és védi. Ez alatt húzódik egy lágyabb szövet, a dentin, amely a hidrodinamikus elmélet szerint felelős a külső ingerek továbbításáért a fog belseje felé. A dentin belsejét apró csatornácskák, tubulusok szövik át, melyekben folyadék található. Abban az esetben, ha a fogzománc megsérül, vagy az íny visszahúzódik a fog nyakáról, ezek a csatornácskák a felszínre kerülnek. A csatornavégekre a külső ingerek (például hideg, meleg, édes, savanyú ételek vagy akár a fogkefe nyomása) közvetlen hatást gyakorolnak, így előidézik a tubulusokban található folyadék elmozdulását, amely a fog belsejében erőhatást fejt ki az ott található idegekre, kiváltva ezzel a fájdalomérzetet.
A fogorvosok a fogérzékenységre többféle elnevezést használnak, például: dentinérzékenység, nyaki érzékenység, gyökérérzékenység, cementérzékenység, illetve -túlérzékenység. A szakmában legáltalánosabban elfogadott elnevezés: dentintúlérzékenység.

## A fogérzékenység kialakulásához vezető okok
- Nem megfelelő szájhigiénia
- Túl gyakori fogmosás
- Túl kemény sörtéjű fogkefe használata
- Egyes fogorvosi beavatkozások (például a fogkő-eltávolítás, fogcsiszolás, fehérítés)
- A fogíny gyulladása, visszahúzódása vagy sorvadása
- Saverózió, vagyis a savas ételek és italok fogyasztásakor felpuhult fogzománc eróziója (például savas ételek fogyasztását közvetlenül követő fogmosás következtében)

## A fogérzékenység gyógymódjai
Az egyik módszer a fog soft-lézeres kezelése: ilyenkor az ideg felszínén beindul a hámburjánzás, majd a fog újra betömhetővé válik. 
A másik, a fogorvosok által leginkább ajánlott módja az érzékenységet csökkentő fogkrémek használata. Ezek kétféle hatásmechanizmussal működnek: az egyik mechanizmus kémiai úton, pl. kálium-klorid alkalmazásával csökkenti a fogidegben az ingerülettovábbítódást, a másik pedig fizikai gátat képez a nyitott csatornavégeken, aminek következtében az ingerületet kiváltó inger nem továbbítódik a fogideghez. A legmodernebb fogkrémek akár már a fogmosást követően közvetlenül is képesek kiépíteni a fogérzékenység elleni védelmet és csökkenteni a fogak fájdalomérzetét.